# Kończyce (województwo małopolskie)
Kończyce – wieś w Polsce położona w województwie małopolskim, w powiecie krakowskim, w gminie Michałowice.
Miejscowość leży nad rzeką Dłubnią. Znajduje się w niej drewniany działający młyn wodny oraz stawy rybne. Na uwagę zasługuje system rzeczny z młynówką doprowadzającą wodę do młyna przedwojennym jazem. Cała miejscowość leży w granicach Dłubniańskiego Parku Krajobrazowego.

## Historia
Kończyce były wymieniane w dokumentach również jako: Kuncicze, Kuźnicze, Conczicze, Kunczycze oraz Kunice.
Pierwsze wzmianki o wsi pochodzą z 1393 roku. Od początków swojego istnienia Kończyce były wsią rycerską. Administracyjnie wieś należała do kasztelanii krakowskiej, po 1795 roku do powiatu krakowskiego. W latach 1818–1951 Kończyce wchodziły w skład powiatu miechowskiego, a następnie znów krakowskiego. Wierni kościoła rzymskokatolickiego z wsi należeli i należą do parafii pw. św. Małgorzaty w Raciborowicach. Na początku XVII wieku wieś należała do Stanisława Krzepkiego herbu Łodzia. W tym czasie istniał prawdopodobnie w Kończynach folusz na rzece Dłubni. Kolejnymi dziedzicami byli Jan Kucharski herbu Godziemba oraz  komornika czchowskiego Antoni Czerznicki herbu Topór z końca XVIII wieku. W 1971 roku we wsi znajdowało się 19 domów, w tym dwór, folwark, browar, młyn na Dłubni oraz karczma i zamieszkiwało ją 104 mieszkańców. Ostatnią właścicielką dóbr w Kończycach przed II wojną światową była Stefania Godzewska. Obecnie we wsi znajduje się 69 domów.
W latach 1975–1998 miejscowość administracyjnie należała do województwa krakowskiego.

## Osoby związane z Kończycami
- Józef Nowak, polski aktor.

## Transport
Do Kończyc można dojechać z Krakowa autobusem MPK linii 250 oraz 270, wysiadając w sąsiednich Raciborowicach, lub autobusem MPK linii 260, wysiadając na przystanku „Kończyce”.